# Nigel Stock (Schauspieler)
Nigel Hector Munro Stock (* 21. September 1919 in Malta; † 22. Juni 1986 in London, England) war ein britischer Schauspieler.

## Leben
Stock wuchs in seinem Geburtsland Malta und in Britisch-Indien auf, ehe die Familie nach Großbritannien übersiedelte. Er begann seine Karriere in den 1930er-Jahren am Theater und übernahm erste kleine Filmrollen. Nach seiner Armeezeit und Weltkriegseinsätzen in Asien konnte er sich Ende der 1940er-Jahre als vielbeschäftigter Charakterdarsteller in Film- und Fernsehproduktionen etablieren. Er wirkte vorrangig in britischen Filmen, trat aber gelegentlich auch in Hollywood-Produktionen auf.
Stocks Präsenz beschränkte sich fast ausschließlich auf Nebenrollen, beispielsweise in Der Löwe im Winter und Rebellion. Seinen vielleicht bekanntesten Part spielte er als verschrobener Ex-Lehrer Waxflatter in der Steven-Spielberg-Produktion Das Geheimnis des verborgenen Tempels, welche das Leben des jungen Sherlock Holmes thematisiert. Im Fernsehen gab Stock zwischen 1964 und 1968 den Dr. Watson in der beliebten BBC-Fernsehserie Sherlock Holmes. An seiner Seite spielte zunächst Douglas Wilmer, später Peter Cushing die Rolle des Meisterdetektives.
Nigel Stock starb 1986 an den Folgen eines Herzinfarktes. Er war insgesamt dreimal verheiratet, unter anderem mit den britischen Schauspielerinnen Sonia Williams und Richenda Carey. Aus diesen Beziehungen gingen vier Kinder hervor.

## Filmografie (Auswahl)
- 1936: Der Mann, der die Welt verändern wollte (The Man Who Could Work Miracles)
- 1937: Lancashire Luck
- 1939: Auf Wiedersehen, Mr. Chips (Goodbye, Mr. Chips)
- 1948: Brighton Rock
- 1947: Die Flucht vor Scotland Yard (It Always Rains on Sunday)
- 1954: Die Erbschaft der Tante Clara (Aunt Clara)
- 1955: Mai 1943 – Die Zerstörung der Talsperren (The Dam Busters)
- 1956: Panzerschiff Graf Spee (The Battle of the River Plate)
- 1958: Froschmann Crabb (The Silent Enemy)
- 1960: Der Marder von London (Never Let Go)
- 1961: Der Teufelskreis (Victim)
- 1962: Rebellion (H.M.S. Defiant)
- 1963: Gesprengte Ketten (The Great Escape)
- 1963: Sergeant Fraser (To Have and to Hold)
- 1964: Das Beste ist grad gut genug (Nothing But the Best)
- 1964–1968: Sherlock Holmes (Fernsehserie, 29 Episoden)
- 1964: Dünkirchen, 2. Juni 1940 (Week-end à Zuydcoote)
- 1965: Freiwild unter heißer Sonne (The High Bright Sun)
- 1965: Buddenbrooks (Fernsehserie, Episode 1x01)
- 1964–1966: Mit Schirm, Charme und Melone (The Avengers, Fernsehserie, 2 Episoden)
- 1967: Die Nacht der Generale (The Night of the Generals)
- 1968: Bestien lauern vor Caracas (The Lost Continent)
- 1968: Der Löwe im Winter (The Lion in Winter)
- 1970: Cromwell – Krieg dem König (Cromwell)
- 1975: Russisches Roulette (Russian Roulette)
- 1975: Das Sonderkommando (Operation: Daybreak)
- 1977: Van der Valk (Fernsehserie, 12 Episoden)
- 1979: König, Dame, As, Spion (Tinker, Tailor, Soldier, Spy, Fernsehserie, Episode 1x01)
- 1980: Mord im Spiegel (The Mirror Crack’d)
- 1981, 1982: Yes Minister (Fernsehserie, 2 Episoden)
- 1982: Doctor Who (Fernsehserie, 3 Episoden)
- 1983: Dotterbart (Yellowbeard)
- 1985: Das Geheimnis des verborgenen Tempels (Young Sherlock Holmes)
- 1985: Pickwick Papers (Samuel Pickwick; Fernsehserie, 12 Episoden)
- 1987: Knights of God (Fernsehserie, 7 Episoden)